# Clark Smith
Clark Smith (n. 17 aprilie 1995, Atlanta, Georgia, SUA) este un înotător american, medaliat olimpic. A participat la o ediție a Jocurilor Olimpice (2016) în care a câștigat o medalie de aur.

## Participări
Lista de mai jos prezintă principalele competiții la care a participat Clark Smith de-a lungul carierei.
- Natação nos Jogos Olímpicos de Verão de 2016 - Revezamento 4x200 m livre masculino[*]